# Lauri Ingman
Lauri Ingman (ur. 30 czerwca 1868 w Teuvie, zm. 25 października 1934 w Turku) – fiński polityk, teolog i duchowny luterański.
Od 1916 do 1930 był profesorem teologii praktycznej. Należał do Koalicji Narodowej W latach 1918–1919 oraz 1924–1925 pełnił funkcję premiera Finlandii. W 1930 został wybrany Arcybiskupem Turku, głową Ewangelickiego Kościoła Luterańskiego Finlandii i pełnił ten urząd do śmierci.